# Polarplateau

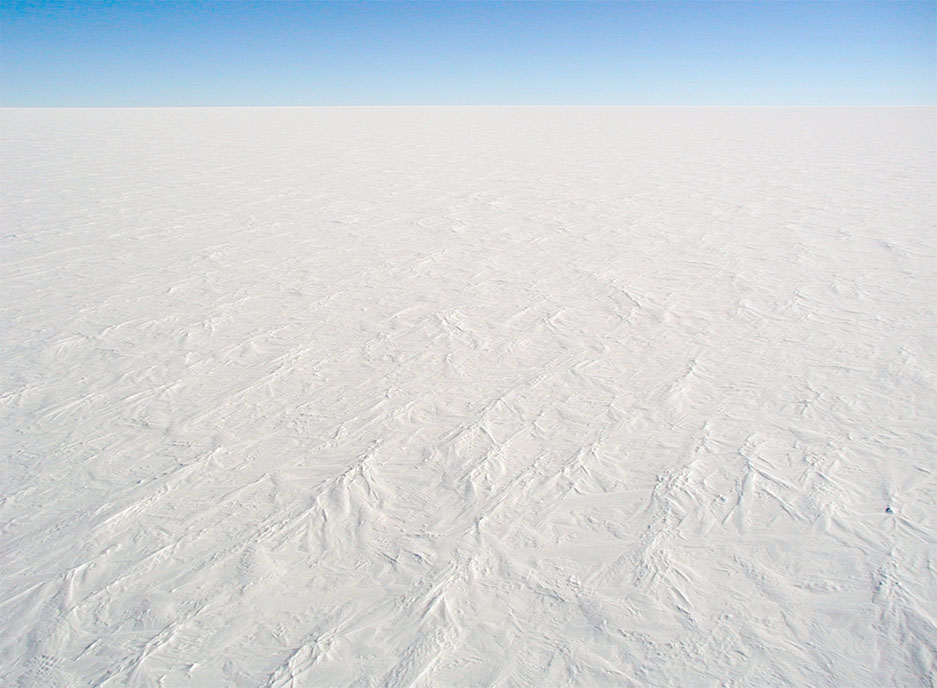
Die hohe, flache und kalte Landschaft des Polarplateaus bei „Dome C“

Das Polarplateau ist ein großes Gebiet in Ostantarktika, das einen Durchmesser von etwa tausend Kilometern hat und den Südpol beinhaltet. Die durchschnittliche Höhe beträgt etwa 3000 Meter. 
Die nördlichen Ausläufer des Plateaus in Viktorialand wurden erstmals 1903 von einer Aufklärungsmannschaft der Discovery-Expedition unter Robert Falcon Scott nach Durchquerung des Transantarktischen Gebirges über den Ferrar-Gletscher betreten. Beim Versuch, als erste den geographischen Südpol zu erreichen, gelangte während der Nimrod-Expedition die Südgruppe um Ernest Shackleton im Januar 1909 nach einem Aufstieg über den Beardmore-Gletscher erstmals auf das zentrale Plateau.
Die Höhenlage verbunden mit der südlichen Breiten- und Inlandslage sorgen dafür, dass sich hier die tiefsten Temperaturen der Erde finden. Die fast immer wehenden Südwinde steigern die Ungastlichkeit noch – so gibt es hier praktisch kein Leben, nicht einmal auf bakteriellem Niveau. 
Roald Amundsen benannte das ganze Plateau nach König Håkon VII. von Norwegen, als er den Südpol 1911 als erster Mensch erreichte. Der Name wurde jedoch von Nicht-Norwegern kaum genutzt. Bereits 1909 während der Nimrod-Expedition hatte deren Leiter Ernest Shackleton bei seinem gescheiterten Versuch, den Südpol zu erreichen, das Plateau nach König Eduard VII. von Großbritannien benannt.